# Incident ťü-jie

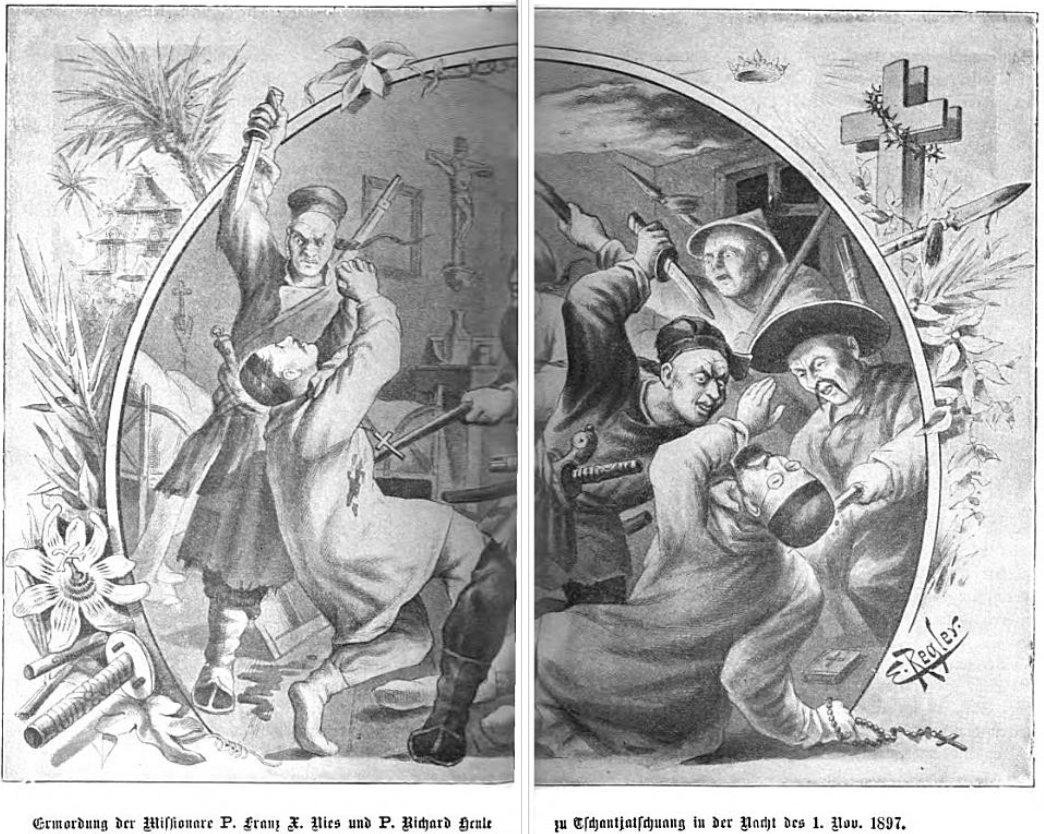
Německé vyobrazení incidentu ťü-jie

Incident ťü-jie (čínsky: 曹州敎案 nebo 鉅野敎案; pchin-jinem: Cáozhōu Jiào'àn nebo Jùyě Jiào'àn, německy: Juye Vorfall) označuje zabití dvou německých katolických misionářů Richarda Henleho a Franze Xavera Niese ze Společnosti Božího slova v okrese Ťü-jie v čínské provincii Šan-tung v noci z 1. na 2. listopadu 1897 (ze slavnosti Všech svatých na svátek Všech zesnulých, lidově Dušičky). Georg Maria Stenz, jež byl hlavním cíl útoku, ale vyvázl bez zranění.

## Příčiny
K útoku vedl hněv na Stenze, který pravděpodobně opakovaně znásilňoval čínské ženy v okrese Ťü-jie v provincii Šan-tung.

## Útok

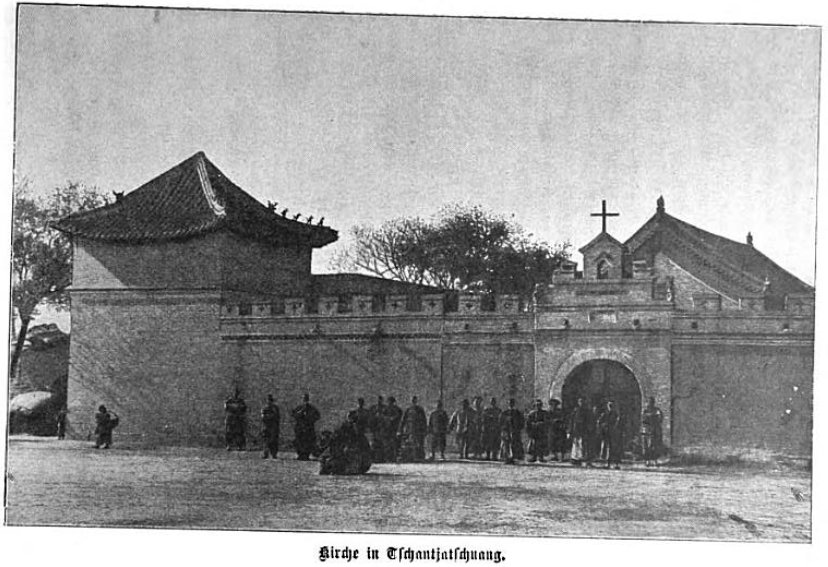
Pohled na misionářský areál spojený s incidentem ťü-jie

Ve vesnici Čang-ť'ia (zjednodušenými znaky: 缠税纄; tradičními znaky: 缵娎铊; pchin-jinem: Zhāng Jiā Zhuāng, ve spisech George M. Stenze psáno „Tshantyachuang“), která se nachází přibližně 10 km severovýchodně od města Ťü-jie a 25 km severozápadně od Ťi-ning, se nacházel misijní komplex, kde k incidentu došlo. Henle a Nies, dva misionáři, přijeli za účelem návštěvy kněze George M. Stenze přiděleného do vesnice Čang-ť'ia. Podle Stenze se incident odehrál takto: Misionáři připravovali zádušní mši (Miseremini mei) na následující svátek Všech zesnulých, než šli těsně před půlnocí spát. Poté, co Stenz na noc předal svou komnatu návštěvníkům, odebral se přespat do prázdného pokoje vrátného. Misionáři nepřijali žádná bezpečnostní opatření a Stenz nechal dveře svého pokoje otevřené, protože se domnívali, že v oblasti je bezpečno. Krátce poté, co šli misionáři spát, vtrhla do areálu misie skupina dvaceti až třiceti ozbrojených mužů. Oba misionáře zabili tak, že vyrazili dveře do pokoje, kde Henle a Nies nocovali a ubodali je. Oba jedinci utrpěli četná bodná zranění a těsně před půlnocí zemřeli. Stenze se přes veškerou snahu útočníků nepodařilo najít. Když se objevili čínští křesťané z okolí, aby pomohli, útočníci se stáhli. Přestože totožnost vrahů není známa, panuje všeobecné přesvědčení, že útok provedli členové Společnosti velkých mečů.

## Následky útoku
Zabití misionářů poskytlo Německému císařství záminku k obsazení zátoky Ťiao-čou na jižním pobřeží Šan-tungu necelé dva týdny po incidentu v Ťü-jie. Čchingská vláda byla pod vlivem německých hrozeb nucena sesadit řadu šan-tungských úředníků, včetně guvernéra Li Pingchenga, a na vlastní náklady postavit tři katolické kostely - v Ťi-ning, Cchao-čou a Ťü-jie. Napadená misie navíc získala 3 000 taelů stříbra jako náhradu za ztracené nebo ukradené zboží a také oprávnění v okolí postavit sedm opevněných domů na státní náklady. Toto vyrovnání přispělo k událostem, které předcházely boxerskému povstání (1899-1900), hnutí proti přítomnosti cizinců a křesťanů v severní Číně, a zintenzivnila misijní činnost v jižní provincii Šan-tung. Ostatní národy (Rusko, Británie, Francie a Japonsko) napodobily Německo a zahájily takzvaný „boj o koncese“ (známý také jako „boj o Čínu“) s cílem vytvořit v Číně vlastní sféry vlivu.